# Netivei Jisraʾel

Logo der Netivei Jisraʾel

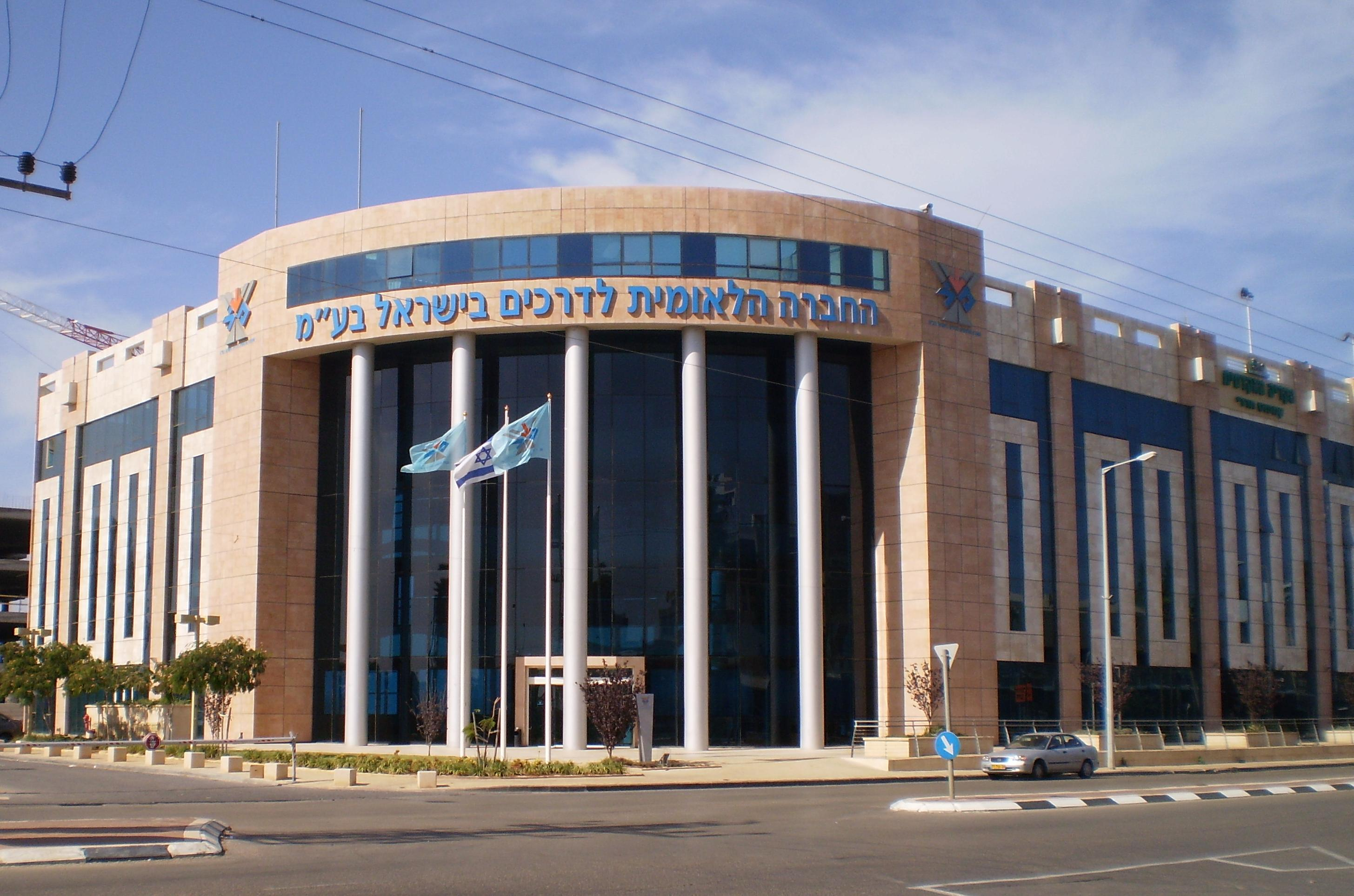
Hauptverwaltung der Netivei Jisraʾel in Or Jehuda, 2010 mit seinerzeitigem Namen

Die Netivei Jisraʾel sind das staatliche israelische Infrastrukturunternehmen für Planung, Bau und Unterhalt öffentlicher Verkehrsinfrastruktur in der Rechtsform einer Gesellschaft mit beschränkter Haftung. Sitz der Netivei Jisraʾel ist Or Jehudah, eine Stadt im Ballungsraum Gusch Dan.

## Geschichte
Im britisch verwalteten Mandatsgebiet Palästina richtete die Mandatsverwaltung Governemnt of Palestine im Jahre 1921 das Public Works Department (P.W.D.) ein, damals ein Departement der Regierung für öffentliche Arbeiten, vor allem solche baulicher Natur. Das P.W.D. übernahm den Bau und Unterhalt der Regierungsbauten und der Haupt- und Fernstraßen im Lande. Der Chef des Departements, der Director of Public Works, beriet das Government in allen Fragen des Bauingenieurwesens, der Lagerung und Bevorratung von Kraftstoff sowie der Elektrifizierung des Landes (einschließlich Vergabe von Kraftwerkskonzessionen). Auch die Vergabe von Schürfrechten für Bodenschätze im Rahmen des Bergrechts oblag dem P.W.D., sein Geologe lieferte die Expertisen für Brunnenbohrungen im Lande.
Das Public Works Department hatte seinen Sitz in Jerusalem. Mit Planung und Bau von Regierungsgebäuden, Krankenhäusern, Schulen, Postämtern und Polizeistationen im Lande leistete das P.W.D. Pionierarbeit zur sozialen und wirtschaftlichen Entwicklung Palästinas. Auch der Wasser- und Hafenbau, vor allem beim Haupthafen des Landes, dem Hafen von Haifa, oblag dem Public Works Department.

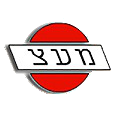
Logo der MaʿAZ /

### Abteilung für Öffentliche Arbeiten (MaʿAZ)
Mit der Gründung Israels firmierte das Public Works Department 1948 zur Machleqet ʿAvōdōt Zibbūrijjōt (מַחְלֶקֶת עֲבוֹדוֹת צִבּוּרִיּוֹת ‚Abteilung öffentlicher Arbeiten‘ [MaʿAZ / מ.ע.צ.]) im Arbeitsministerium um und blieb bis heute weithin unter diesem Akronym MaʿAZ bekannt. Die Aufgaben änderten sich zunächst nicht, steigerten sich aber wegen der Aufgabe, binnen weniger Jahre Hunderttausende Flüchtlinge und Vertriebene infrastrukturell zu versorgen mit Einrichtungen öffentlicher Daseinsvorsorge. Daneben trat als zusätzliche Aufgabe die Behebung von Schäden an Gebäuden und Infrastruktur durch den Krieg um Israels Unabhängigkeit. Der Berliner Architekt Fritz Gad Ascher (1908–1965), der 1941 aus dem Architekturbüro Erich Mendelsohns in das P.W.D. gewechselt war, leitete die MaʿAZ von 1948 bis zu seinem Tode.

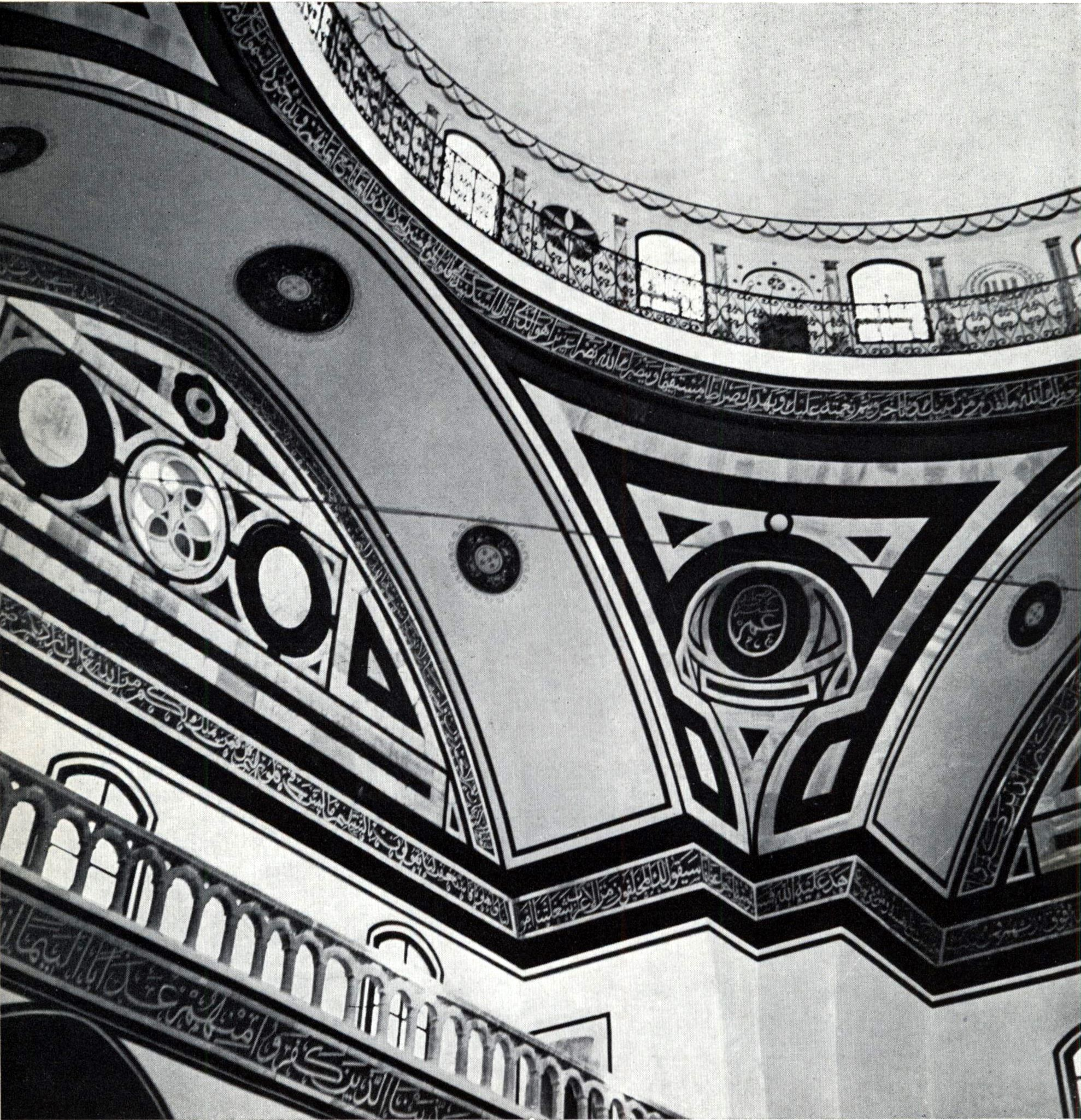
Ǧazzar-Moschee, Akko: Kriegsschaden von 1948 am Kuppeldekor 1954 durch die MaʿAZ behoben

Das Verkehrsministeriums, in dessen Zuständigkeit die MaʿAZ gewechselt war, beschloss am 15. September 2003, den Betrieb zu reorganisieren. Ab 1. Januar 2004 war die MaʿAZ ein privatrechtliches staatliches Unternehmen, dessen Firmenakronym bestehen blieb, das aber ein neues Logo erhielt und nunmehr aber als HaChevrah haLəʾummīt liDrachīm bəJisraʾel (hebräisch הַחֶבְרָה הַלְּאֻמִית לִדְּרָכִים בְּיִשְׂרָאֵל deutsch ‚die Nationale Gesellschaft für [Verkehrs]Wege in Israel‘, englisch National Roads Company of Israel, auch National Roads Authority, NTA) firmierte.

Logo (2004–2012): Die Lettern stilisiert in einem Verkehrsknoten

Der Sitz des öffentlichen Unternehmens wurde von Jerusalem nach Or Jehuda im Gusch Dan verlegt. Die MaʿAZ (NTA) gab den Bau und Unterhalt staatlicher Gebäude ab und konzentrierte sich seither auf die Planung, den Bau und die Instandhaltung der meisten Straßeninfrastrukturen in Israel, einschließlich Straßen, Tunnel, Brücken, Verkehrsknoten wie Anschlussstellen. 8500 Kilometer Straßen, 105 Anschlussstellen (מֶחְלַף/מֶחְלָפִים Mechlaf/Mechlafīm, sg./pl.), 2200 Kreuzungen (צֹמֶת/צְמָתִים Zomet/Zmatīm, sg./pl.), 1300 Brücken (גֶּשֶׁר/גְּשָׁרִים Gescher/Gscharīm, sg./pl.) und Tunnels fallen in die Zuständigkeit der Netivei Jisraʾel.
Seit der Staatsbetrieb 2012 die Firma Netivei Jisraʾel erhielt, baut das Unternehmen meist nicht mehr neue Straßen in eigener Regie, sondern schreibt geplante Projekte aus und verwaltet den Bau neuer Straßen durch Unternehmen aus dem privaten Sektor. Seit 2010 ist das Unternehmen auch mit der Planung, Ausschreibung und Verwaltung des Baus neuer Eisenbahnstrecken für die Rakkevet Jisraʾel beauftragt. Neben Netivei Jisraʾel bestehen andere Infrastrukturunternehmen, die aber nur für kleinere Teile der Verkehrsinfrastruktur Israels zuständig sind: Jefe Nof in Haifa, Netivei Ayyalon im Ballungsraum Gusch Dan (Ajjalon-Schnellweg ), Moriah in Jerusalem, Derech Eretz (Trans-Israel-Autobahn ) und Netivei Jovel (Autobahn Kvisch ).

## Bahnstrecken in Planung der Netivei Jisraʾel
- Akkon–Karmiʾel[–Qirjat Schmona]
- Aradbahn in der nördlichen Wüste Negev
- Jeruchambahn in der mittleren Wüste Negev
- Lod–Chadera Mizrach (Ostbahn), zweigleisiger, kreuzungsfreier Ausbau
- Menaschebahn im Bezirk Haifa
- Sevulonbahn im westlichen Galiläa